# Селивёрстова, Наталья Александровна
Наталья Александровна Селивёрстова (до 2019 — Черней; род. 27 февраля 1996, Рязань) — российская волейболистка, диагональная нападающая.

## Биография
Начала заниматься волейболом в рязанской ДЮСШ № 3 (ныне — СДЮСШОР «Единство»). Первый тренер — О.В.Гвоздикова. В 2012—2018 выступала за команду «Рязань-РГУ» в высшей лиге «Б» чемпионата России. В 2018 году заключила контракт с челябинским «Динамо-Метаром», в составе которого дебютировала в суперлиге, но после полученной тяжёлой травмы и последующей реабилитации в 2019 перешла в команду высшей лиги «А» «Тюмень-ТюмГУ». В 2020 вернулась в Рязань, а с 2021 один сезон отыграла в курском «ЮЗГУ-Атоме».
С 2022 — игрок команды суперлиги «Спарта» (Нижний Новгород). В 2023 заключила контракт с саратовским «Протоном».

### Клубная карьера
- 2012—2018 —  «Рязань-РГУ» (Рязань) — высшая лига «Б»;
- 2018—2019 —  «Динамо-Метар» (Челябинск) — суперлига;
- 2019—2020 —  «Тюмень-ТюмГУ» (Тюмень) — высшая лига «А»;
- 2020—2021 —  «Рязань-РГУ» (Рязань) — высшая лига «Б»;
- 2021—2022 —  «ЮЗГУ-Атом» (Курск) — высшая лига «А»;
- 2022—2023 —  «Спарта» (Нижний Новгород) — суперлига;
- с 2023 —  «Протон» (Саратов) — суперлига.

## Достижения
- бронзовый призёр чемпионата России среди команд высшей лиги «А» 2022.